# Elwendia cabulica
Elwendia cabulica är en växtart i släktet Elwendia och familjen flockblommiga växter.
Arten förekommer i Afghanistan. Den beskrevs först av Joseph Friedrich Nicolaus Bornmüller och fick sitt nu gällande namn av Michail Pimenov och Jevgenij Kljujkov.